# Cis longipilis
Cis longipilis es una especie de coleóptero de la familia Ciidae.

## Distribución geográfica
Habita en Tucumán (Argentina).